# 圣克鲁斯-卡布拉利亚
圣克鲁斯-卡布拉利亚（葡萄牙語：Santa Cruz Cabrália）是巴西巴伊亚州的一个市镇。总面积1550.791平方公里，总人口36544人，人口密度23.6人/平方公里。